# 王有リョウ陀
王有㥄陀（おううりょうだ、生没年不詳）は、『日本書紀』によると、554年に百済から倭国に貢上されたという医博士。王有㥄陀は、パフラヴィー語の「ワイ・アャーリード（Way-ayarid）」または「ワイ・ヤーリード（Way-yarid）」の写音とみられ、百済に寄留していたイラン系胡人かその子孫とみられる。

## 人物
『日本書紀』には、513年に百済は五経博士段楊爾を貢したが、3年後に段楊爾を帰国させ、かわって漢高安茂を貢し、554年に固徳馬丁安にかえ、易博士王道良、五経博士王柳貴、易博士王保孫、医博士王有㥄陀、採薬師潘量豊、固徳丁有陀を倭国に貢した（貢した＝「貢ぎ物を差し上げる」）と記録している。
伊藤義教の研究によると、王有㥄陀は、歴然としたパフラヴィー語人名で「ワイ・アャーリード（Way-ayarid）」または「ワイ・ヤーリード（Way-yarid）」の写音である。「ワイ」はアヴェスター語「ワユ（Vayu）」の転化で、別形は「ワータ（Vata）」であり、本来は風神であるが、生・死の神をも意味し、この神格は、実証史料中にも見い出され、「ワータ・フラダート（Wata-fradat）」（ワータによって助長されているものの謂い）という実在の王名があり、サーサーン朝では「ワイ・ボークト（Way-boxt）」という「ワイ」によって救われたものを意味する実在のゾロアスター教の聖職者の人名がある。王有㥄陀の場合「ワイ」を発音の似ている既存の「王」に引き充てたものであり、このように近似した音の漢字で写音したとするには、好個の類例がある。すなわち、景教を中国に伝えた阿羅本の「阿」姓はパフラヴィー語のanos（不死の）略写音であるが、敢えてこの「阿」をとったのは、彼が中国人を装い、かつ仏教圏に出来るだけ抵抗を少なくして入国したいなどの用意もあった。百済が中国江南と密接な交流があったことは、インドの僧摩羅難陀によって東晋から仏教が伝えられたことからも明らかであるが、百済は、高句麗、新羅と比較しても中国南朝との交渉が盛んであり、中国南朝には早い時代からイラン系胡人、アラブ人商人たちが進出していたことが指摘されている。したがって、王有㥄陀もそのような経路をとって百済に至ったイラン系胡人か、その子孫とみられる。
王有㥄陀がゾロアスター教徒であったとすれば、宗教的儀式という観点からあるいは「ハオマ」をつくるのに必須な「麻」を伝えたのかもしれない。それは、王有㥄陀が採薬師を同伴していたことも、この意味において肝要な事実である。
前川明久は、王有㥄陀の貢上は「512年から513年に任那割譲によって領土を拡大した百済が大和朝廷に与えた代償」と指摘している。一方、『日本書紀』に読まれる歴史構成を批判的に検討する文献学的な批判があり、継体欽明朝に博士が百済から交代派遣されたとする伝説伝承は、事実とは認め難いとする指摘もある。